# 戸沼ゆず
戸沼 ゆず（とぬま ゆず）は、日本の女性声優。主にアダルトゲームに声をあてている。

## 出演
太字は主役・メインキャラクター。

### アダルトゲーム
2005年
- 着せかえフェティッシュ!（松浦蜜柑）

2006年
- あの街の恋の詩（イリーナ・エノモト）

2007年
- うつりぎ七恋天気あめ（亜多良巫鳥）
- XrossScramble -TEAM BALDRHEAD Perfect Collection-（瀬川みのり）
- るるるとささらの先生☆教えて 〜ボクは女のお坊っちゃま〜（白久万ひたち）
- Clear -クリア-（汀桜子）

2008年
- さかあがりハリケーン 〜LET'S PILE UP OUR SCHOOL!〜（神楽富美）

2009年
- タペストリー -you will meet yourself-（潮見ひかり）

2010年
- Cross Days（石橋伊隠）
- ノーブレスオブリージュ（綾瀬絢奈）

2015年
- お兄ちゃん。あのね 甘えかたおしえてっ☆（百姫）
- 虚言少女（日辻兎）

2019年
- 流星ワールドアクター（角谷冬美）
  - 流星ワールドアクター Badge&Dagger（2021年、角谷冬美）

### コンシューマーゲーム
- さかあがりハリケーン Portable（2011年、神楽富美）

### ネットゲーム
- ガールズクロニクル（2017年、カレン）

### ドラマCD
- 私は私のまま、誰にでも変われる キャラクターCD Vol.4 瀬名玲子（田口理緒）